# Mazurie
« Mazury » redirige ici. Pour les autres significations, voir Mazury (homonymie).
La Mazurie (en polonais : Mazury ; en allemand : Masuren) est une région historique et culturelle située dans le nord-est de la Pologne. Elle s'étend sur le sud de la région de Prusse faisant partie de la voïvodie de Varmie-Mazurie actuelle. La région des lacs de Mazurie est le plus grand paysage lacustre de la Pologne.

## Toponymie
Le nom inofficiel de « Mazurie » se diffusait au XVIIIe siècle ; il désignait les zones d'habitation des immigrants protestants en provenance de la Mazovie au sud. Le terme polonais Mazury (forme au pluriel) lui-même a pour origine le mot mąż (« conjoint ») au sens d'« homme » ou « habitant ».

## Géographie

La région de Prusse-Orientale avec la Mazurie en rose et la Varmie en jaune.

La Mazurie s'étend sur la partie méridionale de la région de Prusse (Prusse-Orientale). Au sud, elle borde la région polonaise de Mazovie et au sud-est la région de Podlachie (région de Suwałki) à partir du canal d'Augustow et du parc national de la Biebrza. À l'ouest, la Mazurie s'étend jusqu'au pays de Chełmno (région de Lubawa) et à la Pomésanie. Au nord, elle est limitrophe avec la région de Varmie et s'étend jusqu'à l’extrême sud de l'enclave russe de Kaliningrad
La Mazurie est notamment connue pour avoir de très nombreux lacs (près de 3 000), constituant la région des lacs de Mazurie. Ceux-ci sont reliés entre eux par une multitude de canaux et de rivières. Le plus grand de ces lacs est le lac Śniardwy Ce « caractère amphibie » (selon Friedrich Ratzel) est due à la dernière glaciation du quaternaire qui a créé un modelé morainique. La qualité de l'environnement naturel attire les touristes pour des activités sportives liées à la voile et au kayak.
La région administrative qui comprend la Mazurie est la voïvodie de Varmie-Mazurie. La région comprend les villes de Działdowo, Dąbrówno, Ostróda, Olsztynek, Nidzica et Miłomłyn dans la partie ouest, ainsi que les villes de Pasym, Mrągowo, Ryn, Kętrzyn, Węgorzewo, Olecko, Ełk, Biała Piska, Pisz, Ruciane-Nida, Wielbark, Szczytno, Giżycko, Sztynort, Mikołajki et Orzysz dans la partie est.

## Histoire

### Prussiens

Les peuples baltes et les clans prussiens à la veille de la croisade teutonique au début du XIIIe siècle.

Aux XIe – XIIIe siècles, le territoire est habité par les Borusses également appelés Prussiens baltes, une population ayant habité la Prusse dans les terres de Pomésanie, Pogésanie, Galindie, Bartie et Sudovie, et dans les terres de la côte sud-est région de la mer Baltique autour de la lagune de la Vistule et de la lagune de Courlande. Ils parlaient une langue maintenant connue comme le vieux-prussien et suivaient une mythologie païenne. Bien qu'ils portent le nom d'une entité politique allemande du XIXe siècle, ils ne sont pas des « Germains » (référence obligatoire). Ils ont été convertis au catholicisme dans la fin du XIIIe et le XIVe siècle, après la conquête par les chevaliers de l'Ordre teutonique, puis au protestantisme dans le début du XVIe siècle.
On estime que près de 220 000 Vieux-prussiens vécurent dans ce territoire en 1200. La naturalité était leur barrière naturelle contre les attaques des éventuels envahisseurs. Pendant les croisades du Nord du début du XIIIe siècle, les Vieux-prussiens utilisent cette forêt épaisse comme une ligne de défense. Ils le font à nouveau contre les chevaliers de l'ordre Teutonique invités par la Pologne de Conrad Ier de Mazovie en 1226. Le but de l'ordre est de convertir la population indigène au christianisme et de baptiser par la force si nécessaire. Dans la suite de la conquête qui a duré plus de 50 ans, la population d'origine a été presque exterminée notamment pendant la grande rébellion prussienne de 1261-83. Durant les années 1278-1283 l'éradication de la culture locale était totale, même si des rescapés ont survécu dans la forêt pendant les décennies suivantes.
Après l'acquisition de la région par l'Ordre, les Polonais commencent à s'installer dans la partie sud-est de la région conquise. Les colons allemands, français, flamands, danois, néerlandais et norvégiens investissent la zone peu après. Le nombre de colons polonais augmente considérablement à nouveau au début du XVe siècle, en particulier après le premier et le second traités de Thorn, respectivement en 1411 et 1466, après la guerre de Treize Ans et la défaite finale de l'Ordre. Plus tard, l'assimilation des colons allemands, ainsi que les immigrés polonais et tous les autres crée la nouvelle identité allemande. Le grand maître devient un vassal de la couronne polonaise, obligé d'accueillir des membres ethniquement polonais au sein de la congrégation.

### Prusse ducale
Après le deuxième Traité de Thorn en 1466, l'Ordre teutonique passe sous la suzeraineté de la couronne polonaise.
La conversion d'Albert de Brandebourg au luthéranisme en 1525 s'applique à toute la Prusse ducale. La langue polonaise y prédomine en raison des nombreux colons de Mazovie. Bien qu'une grande partie de la campagne soit peuplée de locuteurs polonais, les villes ont une population mêlée d'Allemands et de Polonais. Le vieux-prussien survit dans certaines parties de la campagne jusqu'au début du XVIIIe siècle. Les zones ayant de nombreux locuteurs de langue maternelle polonaise étaient connus comme les districts polonais.
En 1656, pendant la bataille de Prostki, les forces de la république des Deux Nations vainquent l'armée suédoise et l'armée de Brandebourg capture le prince Bogusław Radziwiłł. Les 2 000 Tatars qui ont combattu aux côtés des Polonais - avant leur retour en Crimée - ont détruit bon nombre de villages et causé la mort de plus de 50 % de la population du sud de la région de Prusse (plus tard la Mazurie) dans les années 1656-1657, emmenant 3 400 personnes en l'esclavage. De 1708 à 1711, environ 50 % des habitants des villages nouvellement reconstruits sont morts de la peste noire.
Les pertes de population ont été en partie compensées par la migration des colons protestants ou des réfugiés venus surtout de la Pologne-Lituanie, y compris les frères polonais expulsés de la Pologne en 1657 mais aussi d'Écosse, de France (réfugiés huguenots après l'édit de Fontainebleau en 1685) ou de Salzbourg (expulsion des protestants en 1731). Plus tard, le dernier groupe de réfugiés à immigrer en Mazurie sont les vieux-croyants russes à qui le roi Frédéric-Guillaume III de Prusse accorde l'asile en 1830.

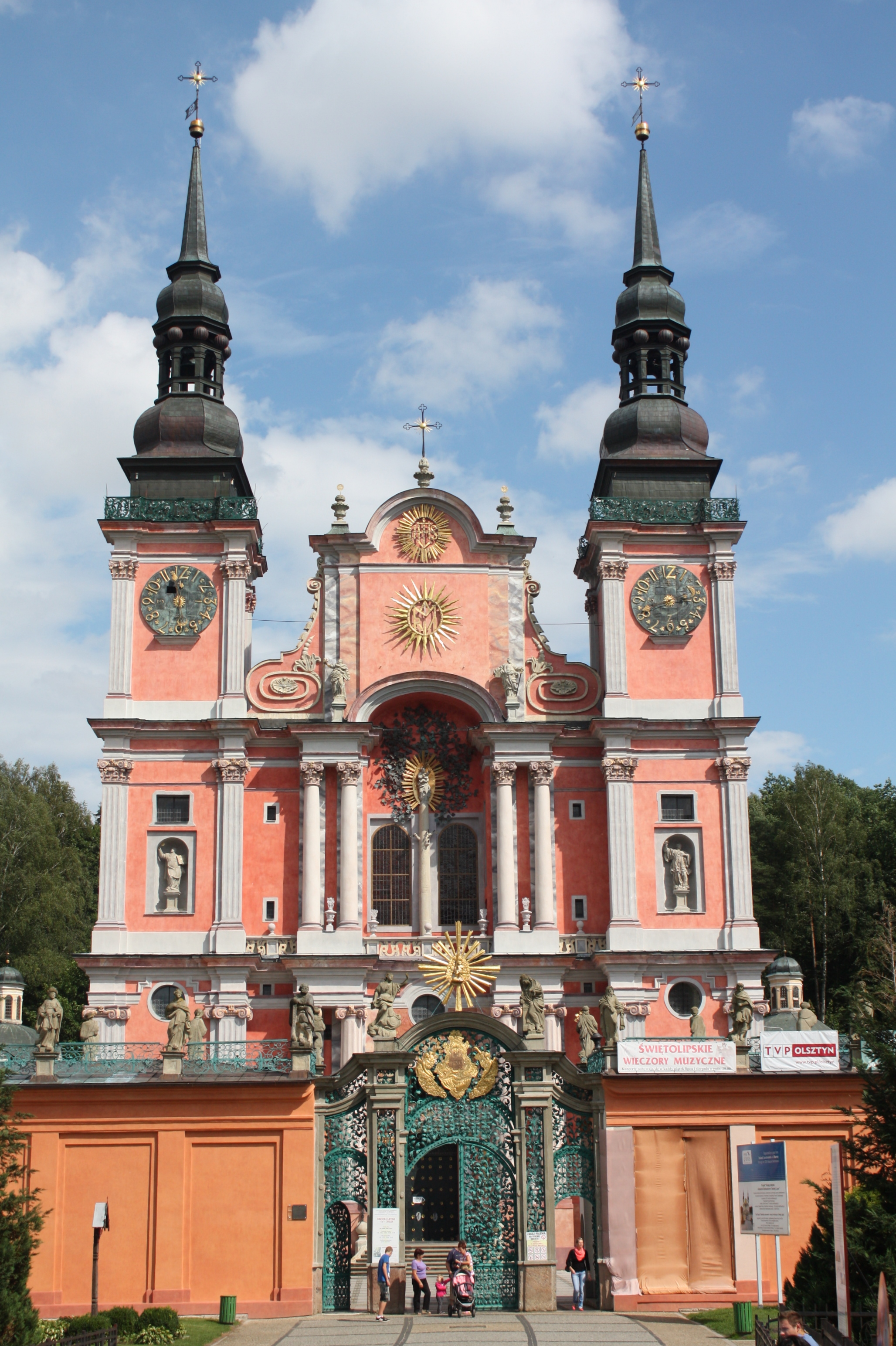
Église jésuite 1619 à Swieta Lipka.

### Région Prussienne
Après la mort d'Albert Frédéric de Prusse en 1618, son fils adoptif Jean III Sigismond de Brandebourg hérite du duché, y compris la région des lacs (plus tard Mazurie), en combinant les deux territoires sous une dynastie unique et forme le Brandebourg-Prusse. Le traité de Wehlau révoque la souveraineté nominale du roi de Pologne en 1657. La région devient une partie du royaume de Prusse, avec le couronnement du roi Frédéric Ier de Prusse en 1701. La région des lacs (Mazurie) fait partie de la nouvelle province administrative de la Prusse orientale lors de sa création en 1773.
La Pologne disparait de la carte de l'Europe en 1795. Elle ressuscite brièvement en 1807 lorsque l'empereur des Français Napoléon Ier crée un éphémère Grand-duché de Varsovie que le Congrès de Vienne donne en 1814 au tsar Alexandre Ier de Russie sous le nom de Royaume de Pologne. Suivant leur lieu de résidence, les Polonais sont donc Prussiens, Russes ou Autrichiens.
En Prusse, le nom « Mazurie » commence à être utilisé officiellement en 1818 après de nouvelles réformes administratives. Pendant cette période, les Mazuriens s'appellent entre eux des « Prussiens polonais » ou « Staroprusaki » (Vieux prussiens). Les Mazuriens accordent un soutien considérable à l'insurrection de la Pologne contre la Russie en 1830/1831. Ils ont maintenu de nombreux contacts avec la Russie et les zones tenues autrefois par la Pologne au-delà de la frontière de la Prusse, les zones étant reliées par une culture et une langue commune. Devant le peuple soulèvement de foires des pays les uns des autres et du commerce bien pris place, avec la contrebande également très répandue[Quoi ?]. Certains auteurs comme Max Toeppen écrivent sur les Mazuriens qu'ils considèrent comme des médiateurs entre les cultures germanique et slave. Cependant, la politique de germanisation en Mazurie est active et inclut diverses stratégies. D'abord et avant tout, figurent les tentatives de propager la langue allemande et d'éradiquer, autant que possible, la langue polonaise. L'allemand devient langue obligatoire dans les écoles en 1834. Malgré tout, le polonais demeure la langue majoritaire ; durant la première moitié du XIXe siècle, les recensements allemands trouvent 78% de polonophones, 21% de germanophones, et 1% de Lituaniens,,.
La Mazurie est le lieu de terribles combats pendant la Grande guerre. L'Allemagne et l'Autriche-Hongrie recrée un Royaume de Pologne (1916-1918). La défaite des deux empires en 1918 amènent une complète restauration d'une Pologne républicaine alliée à la France et à l'Angleterre. Le Traité de Versailles du 28 juin 1919 envisage différents plébiscites demandant à certaines populations frontalières du Reich de choisir de rester Allemand ou d'être intégré à un autre pays.
Lors du plébiscite de 1920, 99,32 % de la population du sud de la Prusse Orientale opte pour le maintien de leur territoire dans l'ensemble allemand et intègre l'État libre de Prusse.
La période Nazie réorganise la carte administrative de l'Allemagne en 1934/1935 supprimant les anciens Länder au profit de Gaue dirigés par le parti Nazi. La Prusse disparaît.
En 1945, la région est annexée par la Pologne sous le nom de voïvodie de Varmie-Mazurie et sa population expulsée vers l'Allemagne.

## Principales villes et villages
- Biała Piska
- Działdowo

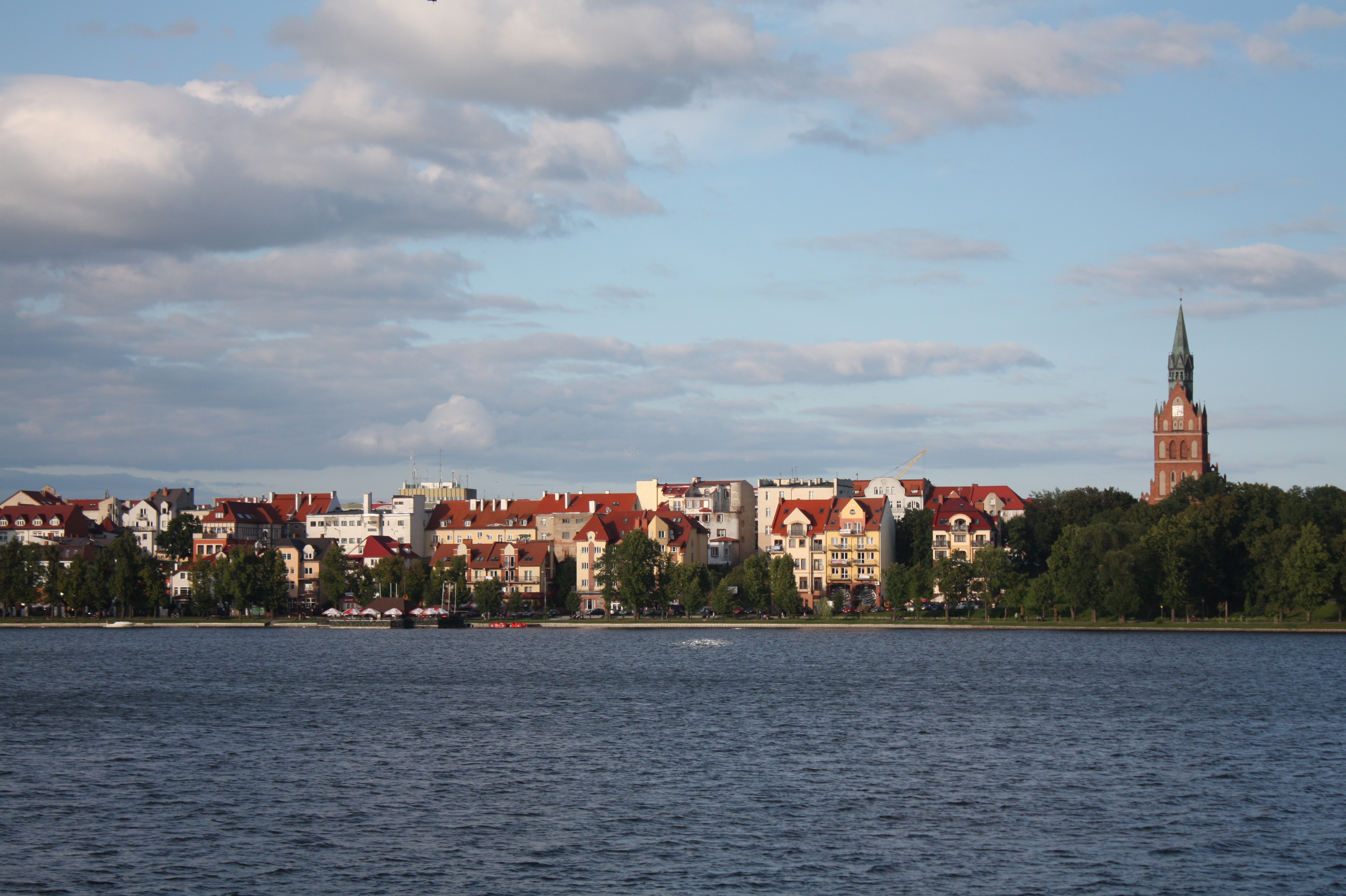
Ełk
- Giżycko
- Gołdap
- Kętrzyn
- Korsze
- Mikołajki
- Mrągowo
- Nidzica
- Olecko
- Olsztynek
- Orzysz
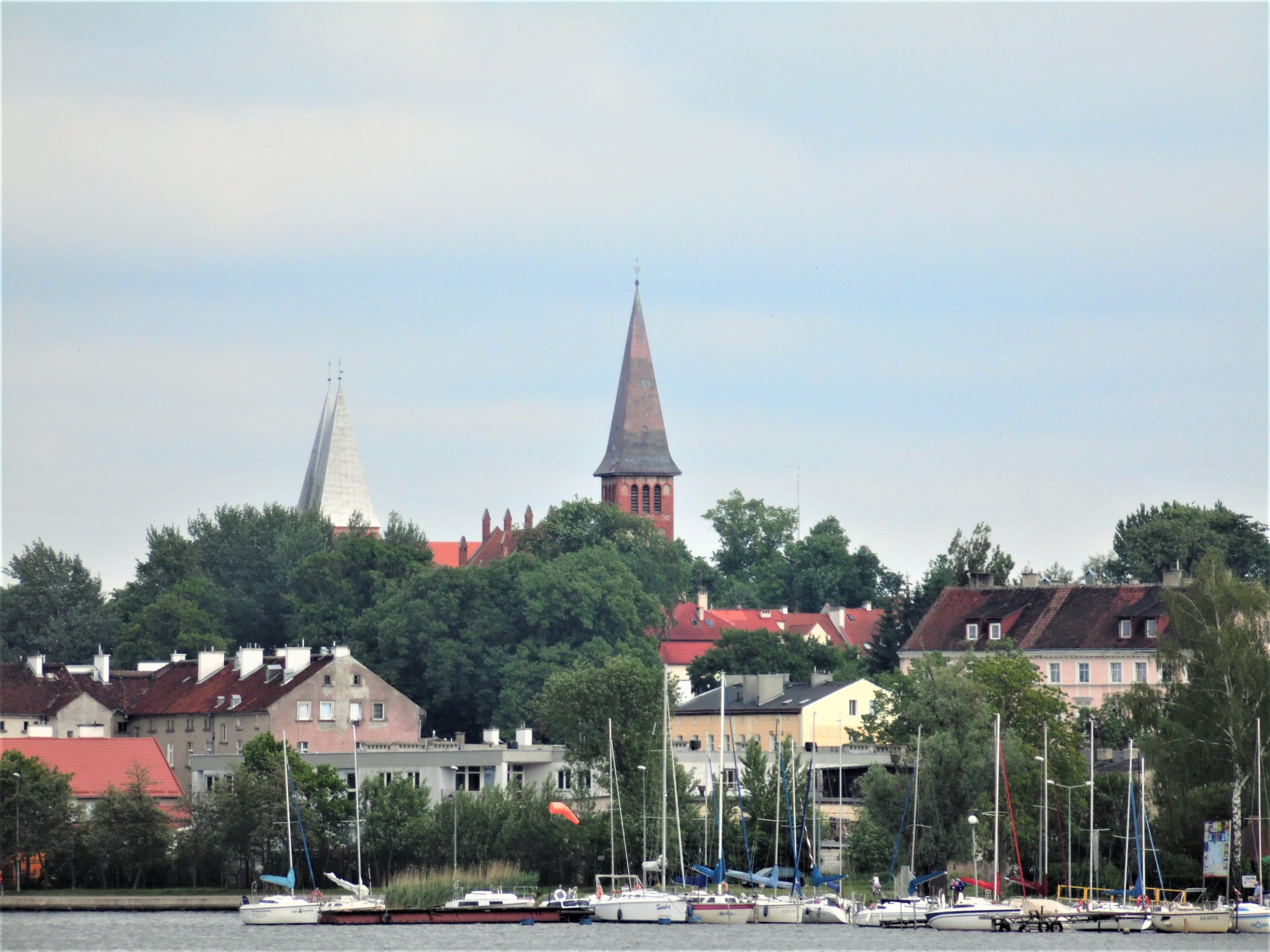
Ostróda
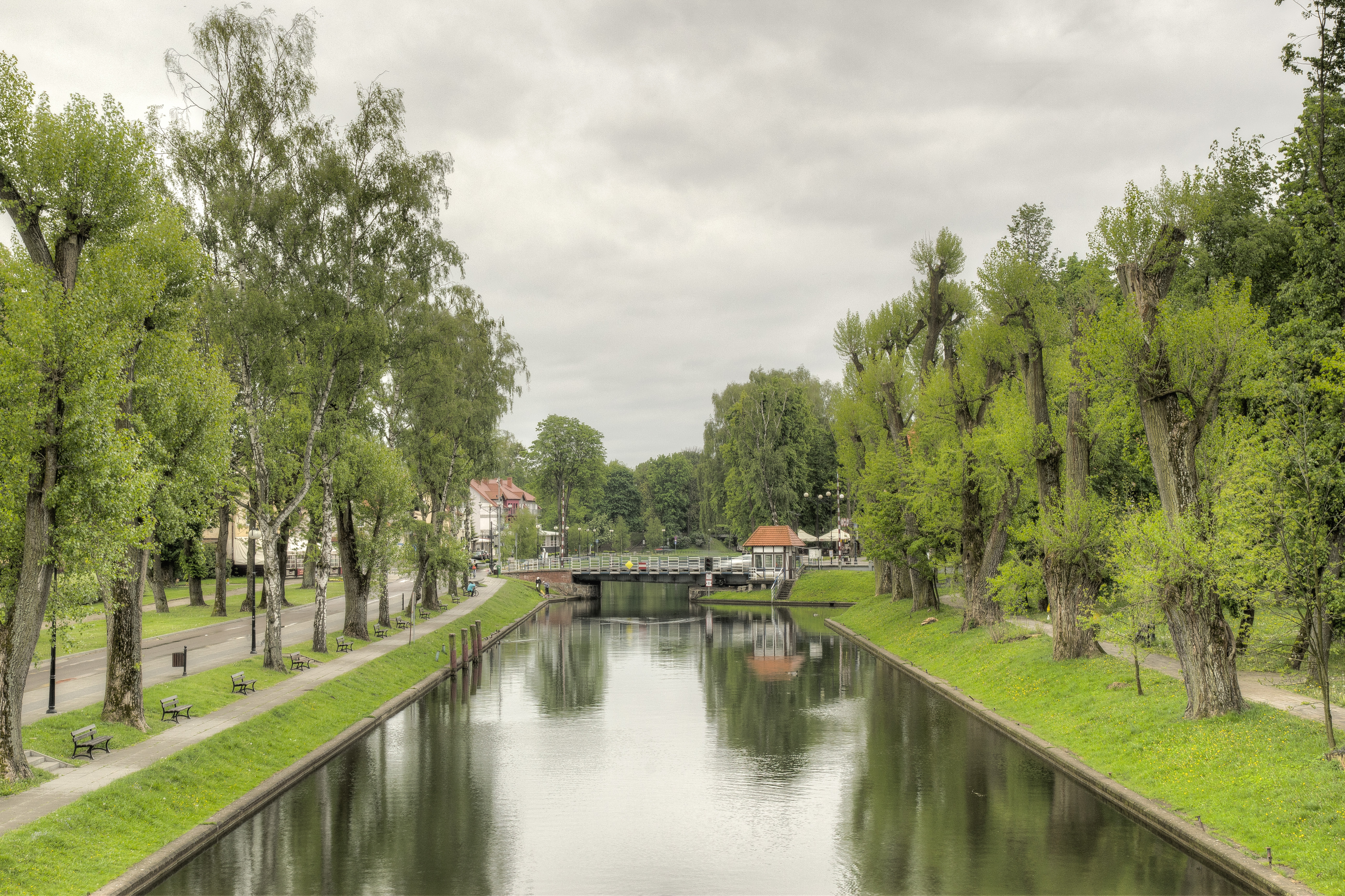
Giżycko
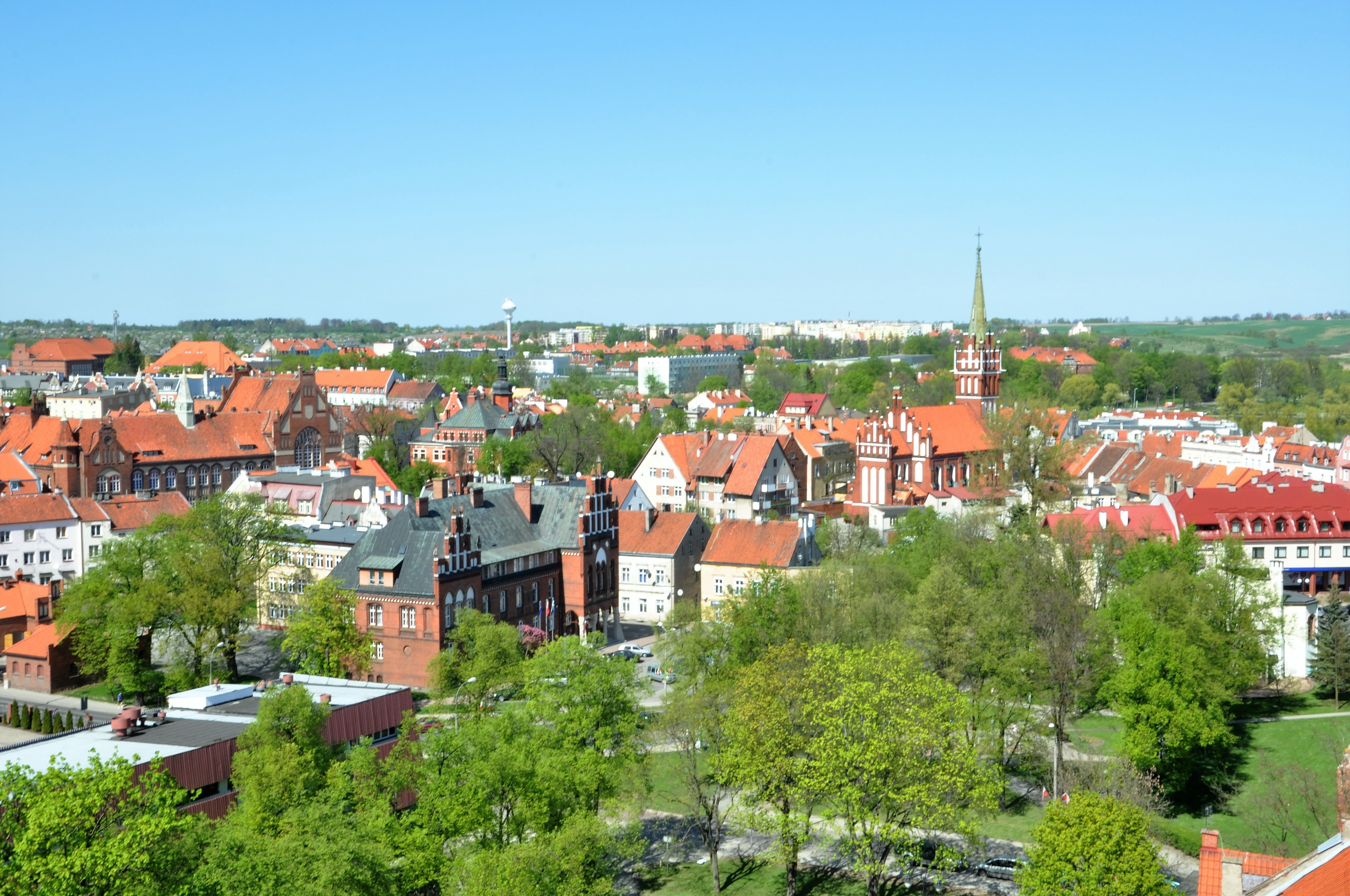
Kętrzyn

- Pasym
- Pisz
- Ruciane-Nida
- Ryn
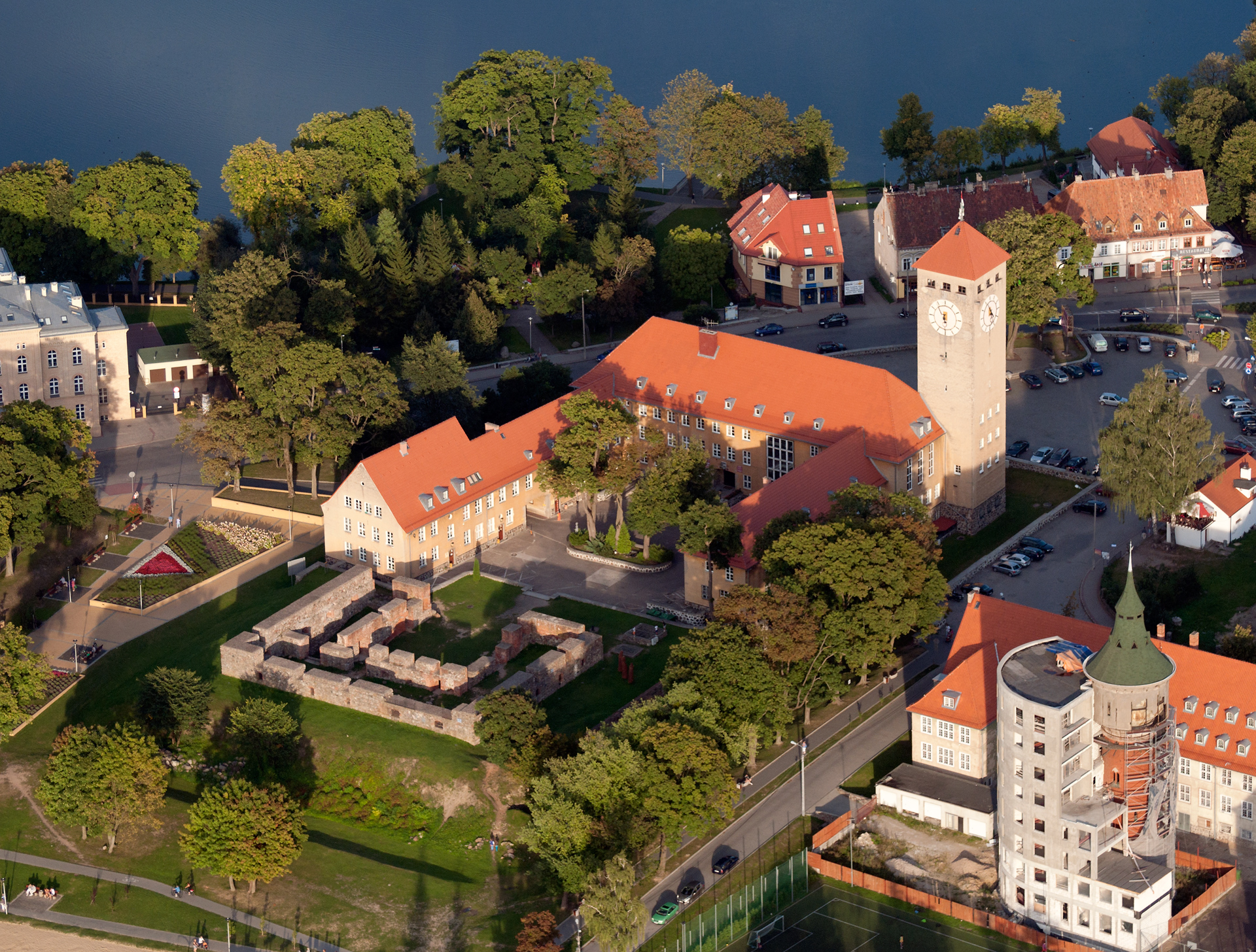
Szczytno
- Węgorzewo
- Wielbark

- Ełk
- Ostróda
- Giżycko
- Kętrzyn
- Szczytno